# أناستازيا هوزفا
أناستازيا فولوديميريفنا هوزفا (الأوكرانية: Анастасия Володимиривна Гожва ، من مواليد 5 ديسمبر 2001) هي لاعبة تزلج على الجليد أوكرانية هي بطلة كأس يغفيراغ لعام 2019 والبطلة الوطنية الأوكرانية لعام 2016، شاركت في الجزء الأخير في بطولة العالم للناشئين لعام 2016.